# NIBC Bank
Die NIBC Bank N.V. hat ihren Hauptsitz in 's-Gravenhage (Den Haag) in den Niederlanden und betreibt Niederlassungen in Deutschland, Belgien und Großbritannien. In Deutschland ist die NIBC Bank N.V. Zweigniederlassung Frankfurt am Main im Privatkundengeschäft unter der Marke NIBC Direct tätig. Bis 2021 war die NIBC Bank N.V., Zweigniederlassung Frankfurt am Main im Firmenkundengeschäft auf die Bereiche FinTech, Financial Services & Mobilität, Technologie sowie Digitale Infrastruktur spezialisiert.

## Geschichte
Die Bank wurde 1945 als Maatschappij tot Financiering van Nationaal Herstel (deutsch: Gesellschaft zur Finanzierung des nationalen Wiederaufbaus) von der niederländischen Regierung gegründet und diente zur Finanzierung von Wiederaufbauvorhaben nach dem Zweiten Weltkrieg. Im Jahr 1971 wurde die Bank in De Nationale Investeringsbank N.V. (NIB; deutsch: Nationale Investitionsbank) umbenannt und schließlich 1986 an die Börse gebracht.
1999 wurde die Börsennotierung beendet und die Bank durch ein Joint Venture der weltweit größten Pensionskassen (ABP, PGGM) erworben und in NIB Capital Bank N.V. umbenannt (15 Prozent der Anteile verblieben bis 2004 bei der niederländischen Regierung). Ab 2005 war NIBC Bank N.V. im Besitz eines Gesellschafterkonsortiums rund um den Finanzinvestor J.C. Flowers & Co. LLC.
Im August 2007 gaben die NIBC und die isländische Kaupthing Bank bekannt, dass Kaupthing NIBC für 2,99 Milliarden Euro übernehmen wolle – mit Ausnahme der verlustreichen Investitionen der NIBC in den US-amerikanischen Subprime-Markt für Hypothekenkredite. Aufgrund der Finanzkrise ab 2007 scheiterten die Verhandlungen im Januar 2008.
Am 28. November 2008 wurde bekannt gegeben, dass die Bank aufgrund der negativen Bonität Schuldverschreibungen herausgeben muss, die von einer Bürgschaft der niederländischen Regierung in Höhe von bis zu einer Milliarde Euro abgedeckt wurden.
Am 9. März 2010 hatte die Bank ihre Jahresabschlusszahlen für 2009 veröffentlicht und konnte einen Nettogewinn in Höhe von 44 Millionen Euro für das Jahr 2009 vermelden. Der Gewinn hatte sich in der zweiten Jahreshälfte 2009 im Vergleich zur ersten Jahreshälfte verdoppelt. Im zweiten Halbjahr konnte außerdem das Neugeschäft im Darlehensbereich im Vergleich zum ersten Halbjahr verdreifacht werden. Im März hatte die NIBC Bank erneut eine RMBS Verbriefung begeben. Das Gesamtvolumen beläuft sich auf 750 Millionen Euro, wobei niederländische Wohnungsbaufinanzierungen als Sicherheit dienen.
Seit Dezember 2020 hat die NIBC Bank N.V. mit Blackstone einen neuen Aktionär.
Zum 31. Dezember 2021 verfügte die Bank über eine „Core Tier-1-Quote“ (Kernkapitalquote) von 21,4 %.
Der Hauptsitz der Bank ist in Den Haag in den Niederlanden. Weitere Standorte sind Brüssel, Frankfurt, und London.
Am 10. April 2014 wurde die Übernahme der Gallinat-Bank durch die NIBC Bank abgeschlossen.
Von März 2018 bis Februar 2021 war die NIBC Bank börsennotiert.

## NIBC (ehemals NIBC Direct)
Seit dem 3. Februar 2009 bietet die niederländische NIBC Bank in Deutschland unter dem Namen NIBC Direct Anlageprodukte für Privatkunden in Form von Tagesgeldkonten und Termingeld im Internet an. Seit Dezember 2009 bietet NIBC Direct zusätzlich sechs Jugend-Festgeld-Konten für Sparer unter 18 Jahren an und seit Dezember 2010 sogenannte Kombigeld-Konten, eine Mischung aus Tages- und Festgeld. Die Einlagen, die zur Verbreiterung der Refinanzierungsbasis der Bank dienen sollen, sind über die niederländische Einlagensicherung abgesichert.
Im Juli 2011 erweiterte NIBC Direct das Angebot um ein Wertpapierdepot, das Zugang zu allen deutschen Handelsplätzen angeboten hat. Das Wertpapiergeschäft wurde zum 31. Mai 2024 eingestellt. im Juli 2019 wurde ein Flex-Produkt mit kurzen Verfügungsfristen von 30, 60 sowie 90 Tagen eingeführt, das eine höhere Verzinsung als ein vergleichbares Tagesgeldkonto bietet. 
Das Direktbankgeschäft der NIBC Bank N.V. startete in den Niederlanden bereits im September 2008. Seit Ende Dezember 2011 ist die NIBC Direct auch in Belgien vertreten.
Am 31. Mai 2023 wurde das Direktbank- und Privatkundenbankgeschäft, das bislang unter der Marke "NIBC Direct" firmierte, und das Firmenkundengeschäft – bekannt unter der Marke "NIBC" – unter der gemeinsamen Marke "NIBC" zusammengeführt.